# ヘンリエッテ・アレクサンドリーネ・フォン・ナッサウ＝ヴァイルブルク
ヘンリエッテ・アレクサンドリーネ・フォン・ナッサウ＝ヴァイルブルク （Henriette Alexandrine von Nassau-Weilburg, 1797年10月30日 - 1829年12月29日）は、オーストリア大公・テシェン（チェシン）公カールの妃。

## 生涯
ヘンリエッテ・アレクサンドリーネはナッサウ＝ヴァイルブルク侯フリードリヒ・ヴィルヘルムと、その妻でザイン＝ハヒェンブルク伯領の女子相続人であるルイーゼ・フォン・キルヒベルク（1772年 - 1827年）の次女として、バイロイトのエレミタージュ宮殿で生まれた。ナッサウ公ヴィルヘルムの妹で、ルクセンブルク大公アドルフの叔母に当たる。
父方の祖父母はナッサウ＝ヴァイルブルク侯カール・クリスティアンとその妃のオラニエ＝ナッサウ公女カロリーネである。祖母カロリーネはオラニエ公ウィレム4世とイギリスのプリンセス・ロイヤル、アンの娘だった。曾祖母のアンはイギリス王ジョージ2世とキャロライン・オブ・アーンズバック夫妻の長女である。
18歳になる直前の1815年9月17日、ヴァイルブルクで44歳のオーストリア大公カールと結婚した。カールは神聖ローマ皇帝レオポルト2世とその皇后マリア・ルドヴィカの息子だが、子供のいなかった伯母のテシェン女公マリア・クリスティーナとテシェン公アルベルト・カジミール・フォン・ザクセン＝テシェンの養子になって育てられた。結婚した時点でのカールはテシェン公位の相続人であり、7年後の1822年に継承した。 
2人の結婚は非常に幸福なものになり、5男2女の7子を儲けた。
ウィーン会議の際、ファニー・フォン・アルンシュタイン男爵夫人はベルリンのクリスマスツリーを飾る習慣を紹介した。それを1816年からヘンリエッテ・アレクサンドリーネが自身の家庭に取り入れて飾ったことにより、ウィーンにクリスマスツリーを普及させた人物として知られている。
1829年、猩紅熱に罹った子どもを看病する間に同じ病気になり、32歳で亡くなった。カプツィーナー教会地下にあるカプツィーナー納骨堂に埋葬されている。ヘンリエッテ・アレクサンドリーネはカトリックのハプスブルク＝ロートリンゲン家の一族が安置されるこの納骨堂の中で、唯一のプロテスタント教徒の埋葬者である。これは義兄のフランツ1世の命令により許可された。

## 子女
- マリア・テレジア（1816年 - 1867年） - 両シチリア王フェルディナンド2世妃
- アルブレヒト（1817年 - 1895年） - テシェン（チェシン）公
- カール・フェルディナント（1818年 - 1874年）
- フリードリヒ（ドイツ語版）（1821年 - 1847年）
- ルドルフ（1822年、夭折）
- マリア・カロリーナ（英語版）（1825年 - 1915年） - オーストリア大公ライナー・フェルディナント（英語版）[注釈 1]妃
- ヴィルヘルム（1827年 - 1894年）

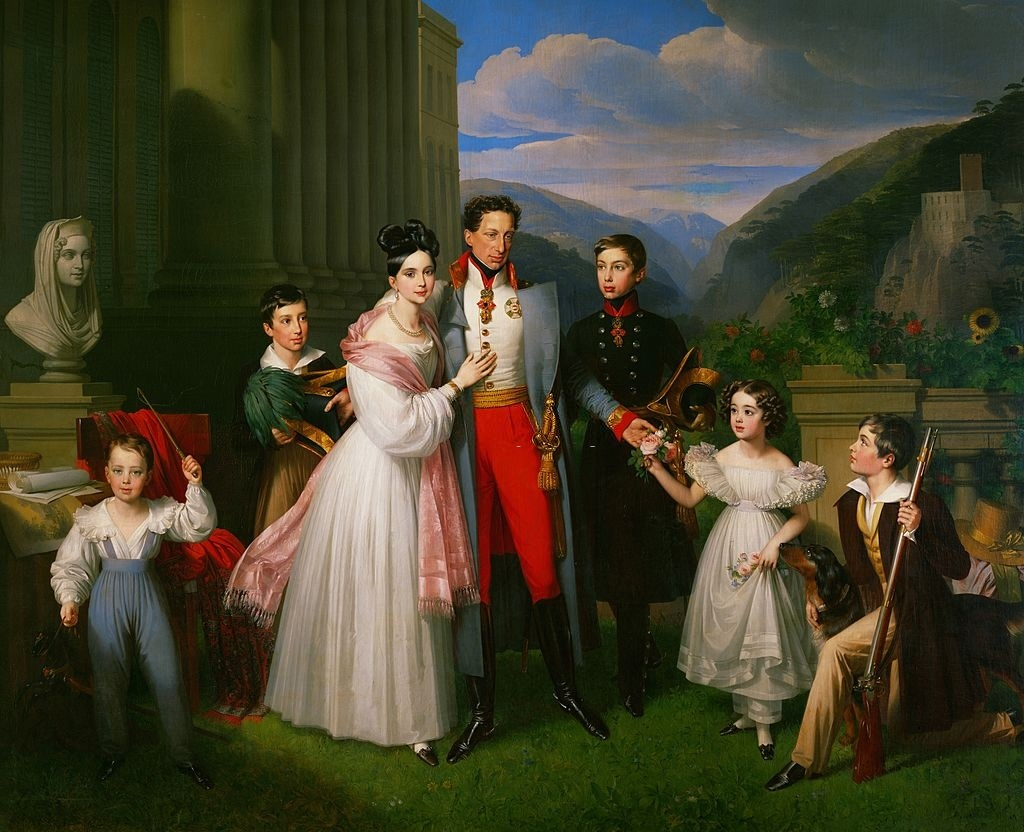
カール大公一家（ヨハン・エンデル画・1832年、軍事博物館収蔵）
長女マリア・テレジアがカールに寄り添い、故人のヘンリエッテ・アレクサンドリーネは左奥の胸像